# نجارده
نجارده روستایی از توابع شهرستان نوشهر و دهستان خیرودکنار است که زیر نظر اداره کل منابع طبیعی نوشهر و اداره منابع طبیعی رویان است.

## نام
گفته می‌شود به علت اینکه اولین ساکنان آن نجار بودند نام نجارده برای این روستا انتخاب شده‌است.
فاصله روستا از مرکز منطقه ۱۰ کیلومتر می‌باشد که به وسیلهٔ راه آسفالته به یکدیگر متصل شده‌اند. روستایی جلگه‌ای است که در دشت واقع شده و ارتفاع آن از سطح دریا ۳۵ متر می‌باشد. از شمال به دریای خزر و از جنوب به جنگل دانشکده منابع طبیعی دانشگاه تهران محدود می‌شود و در حاشیة آن رودخانة خیرود قرار دارد. این روستا مجاور طرح است و از نظر آرایش آبادی به صورت مجتمع است. جنگل مجاور روستا طی سالیان دراز دخالت انسان تخریب شده ولی امروزه به دلیل حفاظت و جنگلکاری دانشکده وضعیت بهتری پیدا کرده و از نوع جنگل درجه ۲ محسوب می‌شود.